# Radovan Žerjav
Radovan Žerjav, slovenski kemijski tehnolog, gospodarstvenik in politik, * 2. december 1968.
Radovan Žerjav je nekdanji predsednik Slovenske ljudske stranke (SLS), in je bil v 10. vladi republike Slovenije podpredsednik vlade in minister za gospodarski razvoj in tehnologijo. V obdobju od 2007 do 2008 pa je bil minister za promet. Za časa njegovega ministrovanja na ministrstvu za promet so bile v Sloveniji uvedene vinjete. Pred tem je deloval v gospodarstvu. Zaposlen je bil v Nafti Lendava, kjer je opravljal različna odgovorna dela. Na zadnje je bil pomočnik direktorja Nafte Lendava za tehnično področje. Po izstopu iz politike je nekaj časa delal v Avstriji pri družinski korporaciji Christof Industries GmbH iz Graza.
Trenutno je zaposlen v podjetju Elektromaterial Lendava d.o.o., kjer je zadolžen za razvoj trgov.

## Življenjepis
Med letoma 2012 in 2013 je bil podpredsednik vlade RS in minister za gospodarski razvoj in tehnologijo.
Med leti 2008 in 2011 je bil Poslanec Državnega zbora Republike Slovenije.
Med letoma 2007 in 2008 je bil minister za promet Republike Slovenije.
Med letoma 1994 in 2007 je bil zaposlen v gospodarstvu in sicer v podjetju Nafta Lendava.

### Državni zbor

#### 2008-2011
V času 5. državnega zbora Republike Slovenije, član Slovenske ljudske stranke, je bil član naslednjih delovnih teles:
- Komisija za narodni skupnosti (član)
- Odbor za okolje in prostor (član)
- Odbor za finance in monetarno politiko (podpredsednik)
- Odbor za visoko šolstvo, znanost in tehnološki razvoj (član)

Na državnozborskih volitvah leta 2011 je kandidiral na listi svoje stranke.